# 納塔利夫卡 (恰普林卡區)
46°30′42″N 33°38′9″E / 46.51167°N 33.63583°E
納塔利夫卡（烏克蘭語：Наталівка）是位於烏克蘭南部的村莊，由赫爾松州卡霍夫卡區的赫雷斯蒂夫卡市鎮負責管轄。該村始建於1914年，面積10平方公里，海拔高度36米，2001年人口102，人口密度每平方公里10.2人。